# 샤를 빌드라크

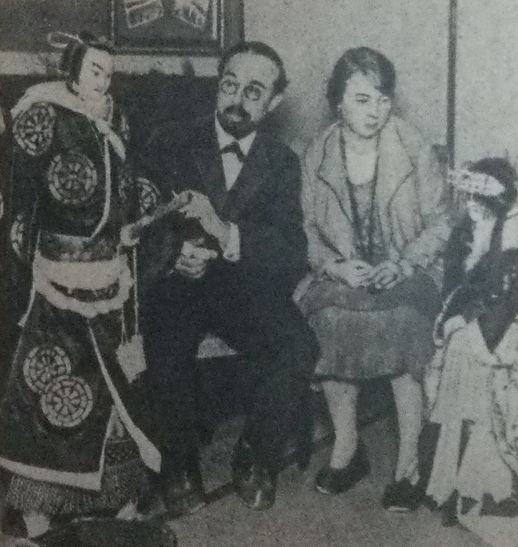

샤를 빌드라크(Charles Vildrac, 1882년 11월 22일~1971년 6월 25일)은 프랑스의 작가 및 극작가다.
젊어서부터 시작(詩作)에 뜻을 두었으나, 자크 코포의 인정을 받고 상연된 <상선 테나시티>가 성공하여 극작가로서 등장했다. 그 밖에 <미셀 오크렐> <베리얄 부인> 등 주로 서민계급의 일상생활에 있어서의 위기를 취급한 걸작이 있다. 이른바 심리극 작가의 대표적인 한 사람이다.

## 참고 문헌
- 이 문서에는 다음커뮤니케이션(현 카카오)에서 GFDL 또는 CC-SA 라이선스로 배포한 글로벌 세계대백과사전의 내용을 기초로 작성된 글이 포함되어 있습니다.